# Auke Zijlstra
Pour les articles homonymes, voir Zijlstra.
Auke Zijlstra, né le 1er novembre 1964 à Joure, est un homme politique néerlandais.
Membre du Parti pour la liberté (PVV), il est député européen de 2011 à 2014, de 2015 à 2019, et depuis 2024.

## Biographie

### Études et carrière avant la politique
Entre 1984 et 1994, Auke Zijlstra étudie l'économie à l'université de Groningue. 
Il travaille pour la British American Tobacco entre 1991 et 2002 en tant que gestionnaire de projets. De 2003 jusqu'en 2010, il travaille au Ministère de l'Intérieur néerlandais.

### Carrière politique
Auke Zijlstra commence sa carrière politique en figurant en 6e position de la liste du Parti pour la liberté pour les élections européennes de 2009. Il n'est pas élu car son parti ne remporte que quatre sièges au Parlement européen. Néanmoins, il reste proche des affaires européennes puisqu'en septembre 2010, il devient assistant parlementaire pour les élus de son parti. Un an plus tard, le 13 septembre 2011, il devient député européen en remplacement de Daniël van der Stoep, démissionnaire après avoir été impliqué dans un accident de la route en août 2011 en état d'ébriété. 
Auke Zijlstra est connu pour ses positions pro-israéliennes. Il voit le conflit israélo-palestinien comme un conflit dans lequel le monde nie que, pour les arabes, ce conflit est bien plus motivé par la religion que par les territoires. Il ne voit aucune solution pour la paix, du moins pas avant que l'opinion mondiale évolue. 
En mars 2012, le Parti pour la liberté lance un site internet sur lequel les citoyens néerlandais peuvent se rendre pour se plaindre des problèmes causés par les travailleurs venus d'Europe centrale et orientale. Il défend cette initiative au Parlement européen en argumentant que son parti se soucie des plaintes de la population. Il affirme également que le taux de criminalité aux Pays-Bas a augmenté depuis l'intégration en 2004 de nouveaux États membres dans l'Union européenne. Les autres députés européens critiquement sévèrement ce discours et le site internet créé par le PVV. 
Son mandat prend fin le 1er juillet 2014.Durant ce mandat il est membre notamment de la Commission des libertés civiles, de la justice et des affaires intérieures et de la délégation chargée des relations avec le Conseil législatif palestinien.
Pour les élections européennes de 2014, Auke Zijlstra occupe la 5e place sur la liste de son parti. Le PVV ne remportant que quatre sièges, il n'est pas réélu. Toutefois, un des quatre élus européens du parti, Hans Jansen, est mort le 5 mai 2015. Il retrouve alors son siège au Parlement européen le 1er septembre 2015.